# Ernst Barten (Unternehmer)
Ernst F. W. Barten (* 8. August 1879 in Wickrathberg; † 1. Mai 1974 in Kreuztal) war ein deutscher Unternehmer und Wehrwirtschaftsführer.

## Leben und Wirken
Nach dem Schulbesuch studierte er und promovierte zum Dr.-Ing. 1910 trat er in die Firma Achenbach in Buschhütten ein. Daraus ging die Achenbach Söhne GmbH hervor, deren Miteigentümer und Geschäftsführer Barten wurde. Als solcher erfolgte seine Ernennung zum Wehrwirtschaftsführer. Daneben war er Vorsitzender des Aufsichtsrates des Ludwig Koch AG in Siegen und Leiter der Zweigstelle Siegen der Industrieabteilung der Wirtschaftskammer Westfalen und Lippe.
Er war Mitglied des Vereins Deutscher Ingenieure (VDI) mit der Mitgliedsnummer 05025 und nach Lockerung der Aufnahmesperre zum 1. Mai 1937 der NSDAP neigetreten (Mitgliedsnummer 4.122.850).

## Ehrungen
- 1959 Ehrenbürger der Gemeinde Buschhütten
- 1954 Bundesverdienstkreuz 1. Klasse